# Văn học Ả Rập
Văn học Ả Rập là các văn bản gồm cả văn xuôi và thơ được sáng tác bằng tiếng Ả Rập. Trong tiếng Ả Rập, "văn học" là "adab", nghĩa gốc là "cách cư xử tốt đẹp", hàm nghĩa là sự lịch sự, tính văn hóa và sự dồi dào thêm.
Văn học Ả Rập nổi lên từ thế kỷ 5, còn trước đó chỉ có những đoạn văn tự manh mún. Kinh Qur'an được coi là tác phẩm văn học hoàn thiện nhất của tiếng Ả Rập có tác động lâu dài nhất đối với văn hóa Ả Rập và nền văn học này. Văn học Ả Rập phát triển rực rỡ trong thời kỳ hoàng kim Hồi giáo song vẫn còn sôi động cho đến ngày nay, với các nhà thơ và nhà văn khắp thế giới Ả Rập cũng như toàn thế giới, gặt hái ngày càng nhiều thành công hơn. 

## Qur'an

### Mẫu mực của văn học cổ điển

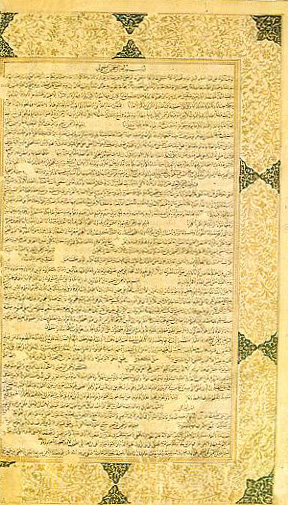
Qur'an là ví dụ quan trọng và xác thực nhất của văn học Ả Rập và chắc chắn có ảnh hưởng nhất.

Qur'an có ảnh hưởng đáng kể đến ngôn ngữ Ả Rập. Ngôn ngữ được sử dụng trong nó được gọi là tiếng Ả Rập cổ điển, và trong khi tiếng Ả Rập hiện đại rất giống nhau, thì cổ điển có uy tín xã hội. Qur'an không chỉ là tác phẩm đầu tiên có độ dài đáng kể được viết bằng ngôn ngữ, mà nó còn có cấu trúc phức tạp hơn nhiều so với các tác phẩm văn học trước đó với 114 sura (chương) chứa 6.236 ayat (câu thơ). Nó chứa sai khiến, tường thuật, bài giảng luân lý, ngụ ngôn, địa chỉ trực tiếp từ Thiên Chúa, hướng dẫn và thậm chí nhận xét về cách nó sẽ được nhận và hiểu. Nó cũng được ngưỡng mộ vì các lớp ẩn dụ cũng như sự rõ ràng của nó, một tính năng mà nó đề cập đến chính nó trong sura 16: 103.
Từ Qur'an có nghĩa là 'đọc thuộc lòng', và trong thời gian đầu văn bản được truyền bằng miệng. Nỗ lực đầu tiên ở một phiên bản xác thực bằng văn bản là dưới triều đại thứ ba 'Caliph Guided Caliph', Uthman (576-656).
Mặc dù nó chứa các yếu tố của cả văn xuôi và thơ, và do đó gần nhất với văn xuôi Saj hoặc vần điệu, Qur'an được coi là hoàn toàn tách biệt với các phân loại này. Văn bản được cho là mặc khải thiêng liêng và được người Hồi giáo xem là vĩnh cửu hoặc 'không được điều trị'. Điều này dẫn đến học thuyết về i'jaz hoặc không thể bắt chước được của Qur'an, ngụ ý rằng không ai có thể sao chép phong cách của tác phẩm.